# 시험
시험(試驗)은 지식, 기술, 능력 따위를 평가하고 검사하는 일이다. 테스트(test)라고도 부른다.

## 역사
고대 중국은 세계 최초로 과거(科擧)라는 표준화된 국가시험을 구현하였다. 이 시험의 주된 목적은 특정 정부의 자리를 위한 유능한 후보를 선별하는 것이었다. 귀족이 아닌 젠트리조차 좋은 가문이라는 뜻이 있던 유럽 문명은 물론 미국에서도 시험으로 사람을 뽑는 방법은 중국적인 생각이라고 반대되기도 했다. 전근대 이전에 시험으로 사람을 뽑겠다는 생각은 중화 문명을 제외한 지역에서는 환영받지 않았으며 가끔 채택을 해도 집안이 우수한 사람들에 비해 더 나은 성과를 낸 것도 아니었다. 아무래도 숫자가 많으면 더 유리한 면도 있기 때문에 유목민 귀족들은 물론이고 한족 귀족들조차 시험에 반대했으며 실제로 중화권에서도 개인으로 치면 지배층이 더 유리하였으나 백성들의 압도적인 숫자에 의해 지배층조차 집단으로는 불리한 결과가 나왔다.

## 시험의 종류

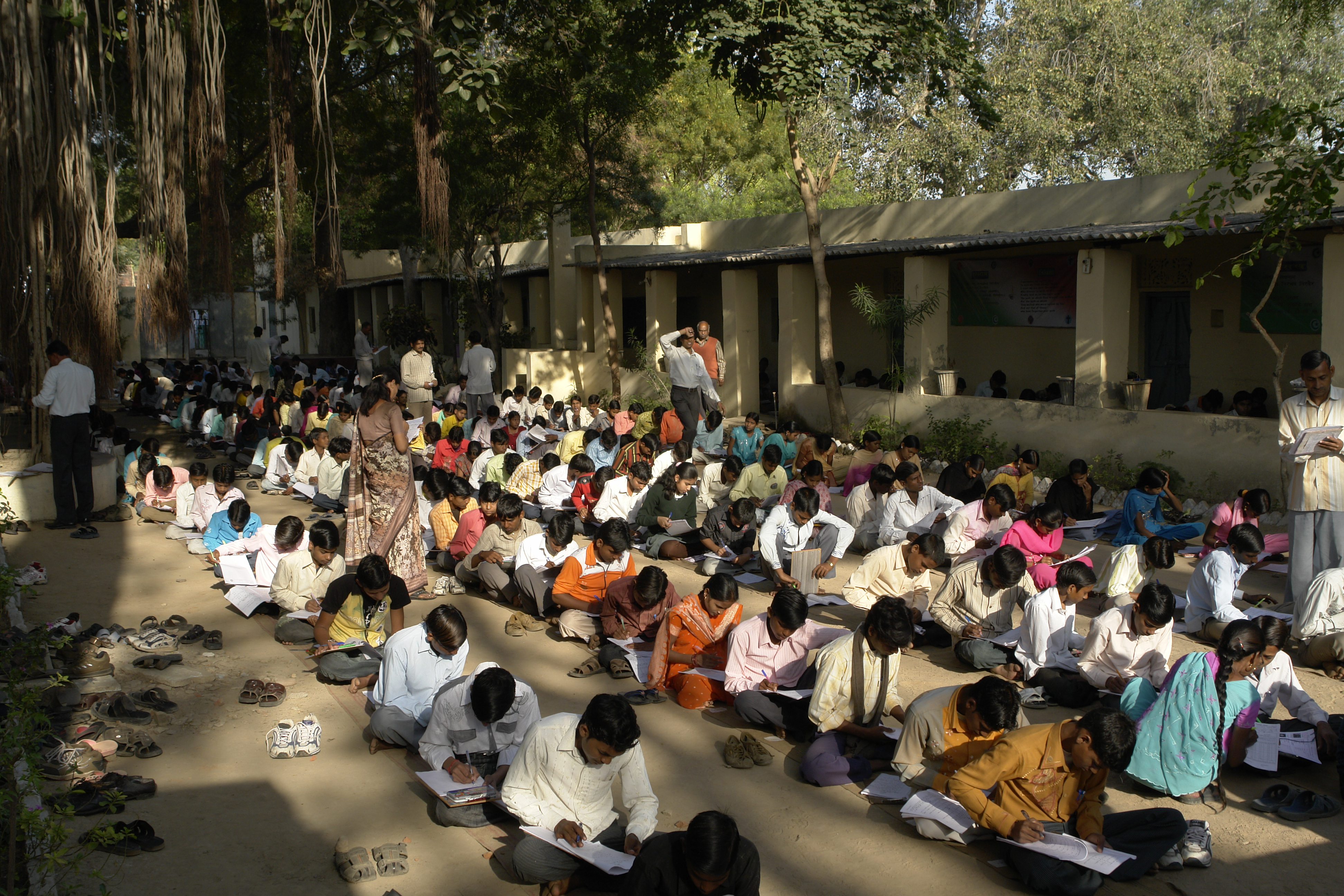
인도 자우라 마하트마 간디 세바아쉬람에서 야외 운동장에 모여 10학년 연말 수학 시험을 치르고 있다.

### 구두시험
시험관의 물음에 말로 대답하는 시험이며, 구술시험이라고도 한다.

### 필기시험
- 주관식 : 주어진 물음이나 지시에 따라 답안을 작성하는 방식인 서답형을 일상적으로 이르는 말이다. 화이트박스 테스트라고도 한다.
- 완결형 : 문항 중간에 빈칸을 주어 적합한 단어나 구를 써넣게 하는 형식.
- 단답형 : 간단한 단어, 구, 절 따위로 답을 적도록 하는 형식.
- 논문형 : 제목이나 주제만 제시하고 그에 대해 자유롭게 생각을 쓰게 하는 형식. 유럽이나 미국에서는 초등학교부터 논문형 시험을 중점적으로 치르고, 대학에서 치르는 시험[a] 은 대부분 논문형이다.

- 객관식 : 평가자 주관에 따른 차이가 없도록 정답과 평가에 객관성이 보장되는 방법으로, 선택형을 일상적으로 뜻한다. 블랙박스 테스트라고도 한다.
- 진위형 : 진술 문장을 제시하여 그것이 옳고 그름을 가려내는 시험 형식. OX 퀴즈 (옳은 것은 O, 그른 것은 X)나 TF 퀴즈 (참이면 T, 거짓이면 F)가 여기에 해당한다.
- 선다형 :[b]  여러 항목[c] 중에서 정답을 고르는 형식. 4지선다형[d], 5지선다형[e], 6지선다형[f] 등 선택지의 개수에 따라 다르게 부른다.
- 배합형 : 어떤 전제와 그에 대응하는 답을 각각 한 묶음씩 늘어놓고 서로 관련있는 것끼리 짝을 맞추게 하는 형식.

### 실기 시험
실습을 통해 실제 기능이나 기술의 익힘 정도를 시험하는 방법이다. 음대입시, 미대입시 등이 여기에 속한다.

### 체력 시험
체력, 유연성, 인내력 따위를 측정하는 시험 방법이다. 육군사관학교 등 각군 사관학교 입시의 체력검정이나 체대입시, 경찰, 소방관, 교도관 체력시험 등이 여기에 포함된다.

### 면접 시험
직접 만나서 인품이나 언행 따위를 평가하는 시험. 일반면접과 심층면접 두 가지로 나뉜다.

## 시험의 활용
시험은 다음과 같은 분야에서 활용된다.

### 임용
- 과거(科擧)
- 고등고시 (외무고시 등)
- 행정고시
- 사법시험
- 교원임용고시

### 자격 검정
- 대학수학능력시험 (CSAT)
- 국가기술자격
- 각종 컴퓨터 자격증 시험
- 초졸·중졸·고졸 검정고시
- 법학적성시험 (LEET)
- 의학교육입문검사 (MEET)
- 치의학교육입문검사 (DEET)
- 약학대학입문자격시험 (PEET)
- 대학 입시 센터 시험
- SAT[g]
- ACT
- 한국사능력검정시험[h]
- 한자능력시험[i]
- 한국수학인증시험

### 언어 능력
- TOEFL (PBT, CBT[j], iBT[k])
- TOEIC
- IELTS
- GRE
- SNULT
- FLEX[l]
- G-TELP
- OPIc
- 국어능력인증시험 (ToKL)[m][n]
- 국가영어능력평가시험 (1급[o] 은 NEPT, 2급·3급[p] 은 NEAT)
- 한어수평고시 (HSK)[q]
- 일본어 능력시험 (JLPT)[r]
- TEPS
- 한국어능력시험 (TOPIK)[s][t]
- DELE

## 같이 보기
- 실험
- 점검
- 감사
- 임상시험